# 헤니페르 세라노
헤니페르 세라노(스페인어: Jennifer Serrano)는 스페인의 가수이다. 유로비전 송 콘테스트 2006에서 안도라 대표로 참가했다.